# مايكل اندا
مايكل اندا (بالإسبانية: Mikel Landa)‏ مواليد 13 ديسمبر 1989 في إسبانيا، هو دراج إسباني في صنف سباق الدراجات على الطريق.

## سجل النتائج

### سباقات أو مراحل فاز بها
- طواف إيطاليا

### المراكز
- حقق المركز الـ 2 في جيرو ديل ترينتينو 2015
- حقق المركز الـ 3 في طواف إيطاليا 2015

### سباقات أو مراحل فاز بها
| التاريخ        | السباق                     | المركز                                                                 |
| -------------- | -------------------------- | ---------------------------------------------------------------------- |
| 12 سبتمبر 2010 | تور دي أفينير 2010         | الخامس في التصنيف العام، الثامن في تصنيف النقاط                        |
| 31 مارس 2012   | جائزة ميغيل إندوراين 2012  | الثاني في التصنيف العام                                                |
| 29 أبريل 2012  | طواف روماندي 2012          | الرابع في تصنيف أفضل شاب                                               |
| 01 يناير 2013  | طواف كوميونيداد مدريد 2013 |                                                                        |
| 01 يناير 2013  | 2013 فولتا أستورياس        |                                                                        |
| 27 يوليو 2013  | طواف سان سيباستيان 2013    | السادس في التصنيف العام                                                |
| 12 أبريل 2014  | طواف إقليم الباسك 2014     | المرتبة 14 في التصنيف العام                                            |
| 01 يونيو 2014  | طواف إيطاليا 2014          | السابع في تصنيف أفضل شاب                                               |
| 11 أبريل 2015  | طواف إقليم الباسك 2015     | السادس في تصنيف الجبال، التاسع في تصنيف النقاط                         |
| 24 أبريل 2015  | جيرو ديل ترينتينو 2015     |                                                                        |
| 31 مايو 2015   | طواف إيطاليا 2015          | الثاني في تصنيف الجبال، الثالث في التصنيف العام                        |
| 22 أبريل 2016  | جيرو ديل ترينتينو 2016     | الفائز في التصنيف العام                                                |
| 28 مايو 2017   | طواف إيطاليا 2017          | الأول في تصنيف الجبال، المرتبة 17 في التصنيف العام                     |
| 05 أغسطس 2017  | طواف برغش 2017             | الفائز في التصنيف العام                                                |
| 01 أغسطس 2020  | طواف برغش 2020             | الأول في تصنيف النقاط، الثاني في التصنيف العام، الثالث في تصنيف الجبال |
| 07 أغسطس 2021  | طواف برغش 2021             | الفائز في التصنيف العام                                                |

## روابط خارجية
- مايكل اندا على موقع الاتحاد الدولي للدراجات (الإنجليزية)
- مايكل اندا على موقع أرشيف الدراجات (الإنجليزية)
- مايكل اندا على موقع إحصائيات الدراجات الإحترافية (الإنجليزية)
- مايكل اندا على موقع نسبة الدراجات (الإنجليزية)
- مايكل اندا على موقع CycleBase (الإنجليزية)
- مايكل اندا على موقع AS.com (الإسبانية)